# Воћин
Воћин је насељено мјесто и средиште истоимене општине у Славонији, Вировитичко-подравска жупанија, Република Хрватска.

## Географија
Воћин се налази око 24 км југозападно од Слатине.

## Историја
Османлије су освојиле Воћин 1543. године и држали га до 1687. кад је потпао под власт цара Леополда I Хабсбуршког.
У месту је 1844. године радила основна школа са учитељем Павлом Прњаворовићем.
Почетком 20. века Воћин је православна парохија са филијалама околним селима: Бокане, Мацуте, Поповац и Ћералије. У месту живи 2200 православних Срба (46%) у 305 домова (48%). Ту је политичка и црквена општина, те пошта и брзојав. Православни храм је подигнут 1790. године и посвећен Св. 318 богоносних отаца. Црквене матице су заведене 1768. године, то је парохија прве класе, са парохијским домом и сесијом земље и православним гробљем. председник црквене општине је 1905. године поо Атанасије Зорчић који је и парох, рођен 1863. године у Грабичанима.
Месна школа је комунална, са три школска здања за основну и пофторну школу. Са 120 (од 300) ђака у редовној и 25 (од 50) у пофторној, раде учитељи Никола Хајдин и Милева Влајсављевић.
До територијалне реорганизације у Хрватској насеље се налазило у саставу бивше општине Подравска Слатина.

### Усташки злочини у Другом светском рату
Жупски уред у Воћину, срез Подравска Слатина 16. марта 1942. године послао је "преузвишеном" надбискупу др Алојзу Степинцу телеграм да му драговољно покатоличени Срби "на дан славе воћинске општине од седам села пригодом повратка у римокатоличку цркву шаљу поздрав као врховном надпастиру уз изразе синовске љубави". Телеграм су потписали мисионар фра Петар Берковић и начелник Чурчиновић.
На српску нову годину, 14. јануара 1942. године почињен је покољ 350 српских цивила, до тада највећи покољ невине популације у Славонији. Масакр је извршен као одмазда за претходну акцију партизана на Папуку.

### Рат у Хрватској
Овде се 1991. године догодио злочин против цивилног становништва.

## Култура
У Воћину је сједиште истоимене парохије Српске православне цркве. Парохија Воћин припада Архијерејском намјесништву пакрачко-даруварском у саставу Епархије Славонске, а чине је и села Добрић, Секулинци, Кометник. У Воћину се налази храм Српске православне цркве посвећен Светим Оцима Првог васељенског сабора изграђен 1790. године, који је био потпуно уништен 1942. године као и парохијски дом. Обновљен је 1976. и тада подигнут нови звоник. Црква и парохијски дом су минирани ноћу 13. децембра 1991. године. Обновљена је и освећена 2000. године.

## Становништво
На попису становништва 2011. године, општина Воћин је имала 2.382 становника, од чега у самом Воћину 1.191.
| Национални састав према попису из 2011.‍ | Национални састав према попису из 2011.‍ | Национални састав према попису из 2011.‍ | Национални састав према попису из 2011.‍ | Национални састав према попису из 2011.‍ |
| --------------------------------------- | --------------------------------------- | --------------------------------------- | --------------------------------------- | --------------------------------------- |
|                                         |                                         |                                         |                                         |                                         |
| Хрвати                                  | Хрвати                                  |                                         | 2.147                                   | 90,13%                                  |
| Срби                                    | Срби                                    |                                         | 211                                     | 8,86%                                   |
| Нису се изјаснили                       | Нису се изјаснили                       |                                         | 14                                      | 0,59%                                   |
| остали                                  | остали                                  |                                         | 10                                      | 0,42%                                   |
| Укупно: 2.382                           |                                         |                                         |                                         |                                         |

| Националност       | 1991. | 1981. | 1971. | 1961. |
| Срби               | 1.009 | 904   | 869   | 945   |
| Хрвати             | 426   | 404   | 541   | 591   |
| Југословени        | 65    | 226   | 61    | 20    |
| остали и непознато | 69    | 24    | 18    | 11    |
| Укупно             | 1.569 | 1.558 | 1.489 | 1.567 |

| Демографија | Демографија | Демографија |
| Година      | Становника  | Становника  |
| ----------- | ----------- | ----------- |
| 1961.       | 1.567       |             |
| 1971.       | 1.489       |             |
| 1981.       | 1.558       |             |
| 1991.       | 1.569       |             |
| 2001.       | 1.161       |             |
| 2011.       | 1.191       |             |

### Попис 1991.
На попису становништва 1991. године, насељено место Воћин је имало 1.569 становника, следећег националног састава:
| Национални састав према попису из 1991.‍ | Национални састав према попису из 1991.‍ | Национални састав према попису из 1991.‍ | Национални састав према попису из 1991.‍ | Национални састав према попису из 1991.‍ |
| --------------------------------------- | --------------------------------------- | --------------------------------------- | --------------------------------------- | --------------------------------------- |
|                                         |                                         |                                         |                                         |                                         |
| Срби                                    | Срби                                    |                                         | 1.009                                   | 64,30%                                  |
| Хрвати                                  | Хрвати                                  |                                         | 426                                     | 27,15%                                  |
| Југословени                             | Југословени                             |                                         | 65                                      | 4,14%                                   |
| Муслимани                               | Муслимани                               |                                         | 2                                       | 0,12%                                   |
| Словенци                                | Словенци                                |                                         | 2                                       | 0,12%                                   |
| Италијани                               | Италијани                               |                                         | 1                                       | 0,06%                                   |
| Мађари                                  | Мађари                                  |                                         | 1                                       | 0,06%                                   |
| Црногорци                               | Црногорци                               |                                         | 1                                       | 0,06%                                   |
| неопредељени                            | неопредељени                            |                                         | 59                                      | 3,76%                                   |
| регион. опр.                            | регион. опр.                            |                                         | 3                                       | 0,19%                                   |
| укупно: 1.569                           |                                         |                                         |                                         |                                         |